# Carl Eric Stålberg
Carl Eric Gunnar Stålberg, född 15 januari 1951 i Fors församling i Eskilstuna, är en svensk bankman och företagsledare som tidigare var verksam som arbetande styrelseordförande för Swedbank.
Carl Eric Stålberg växte upp i en företagarfamilj i Eskilstuna. Han var verksam inom Swedbanks föregångare i över 20 år och arbetade därefter hos byggentreprenören JM mellan åren 1996 och 2001. Som arbetande ordförande 2003–2010 i FöreningsSparbanken, från 2006 namnändrad till Swedbank, genomförde han tillsammans med vd:n Jan Lidén en kraftig internationell expansion av bankens verksamhet till Estland, Lettland, Litauen och Ukraina. Denna expansion innebar bland annat en stor ökning av krediter till bankens kunder i de baltiska länderna och ledde till att banken hösten 2008 hamnade i ekonomiska svårigheter i samband med den internationella finanskrisen. Omställningen av Swedbanks strategi från att vara en nordisk aktör till att vara en svensk-baltisk-ukrainsk bankrörelse ledde till ökade vinster men också en ökad riskexponering i länder som drabbades hårt av finanskrisen 2008-2009.
Stålberg var ordförande för Europeiska Sparbanksföreningen 2009–2012.

## Verksamhet inom idrottsrörelsen
Åren 1996-2008 var Stålberg ordförande för Svenska Skidförbundet och efterträddes av Mats Årjes från Leksand.
När Carl-Gustav Anderberg 2000 avgick som ordförande för Sveriges Olympiska Kommitté 2000, var Carl Eric Stålberg valberedningens ordförandekandidat. Han förlorade dock mot Stefan Lindeberg som vann med röstsiffrorna 23-12.